# Johann Heumann von Teutschenbrunn

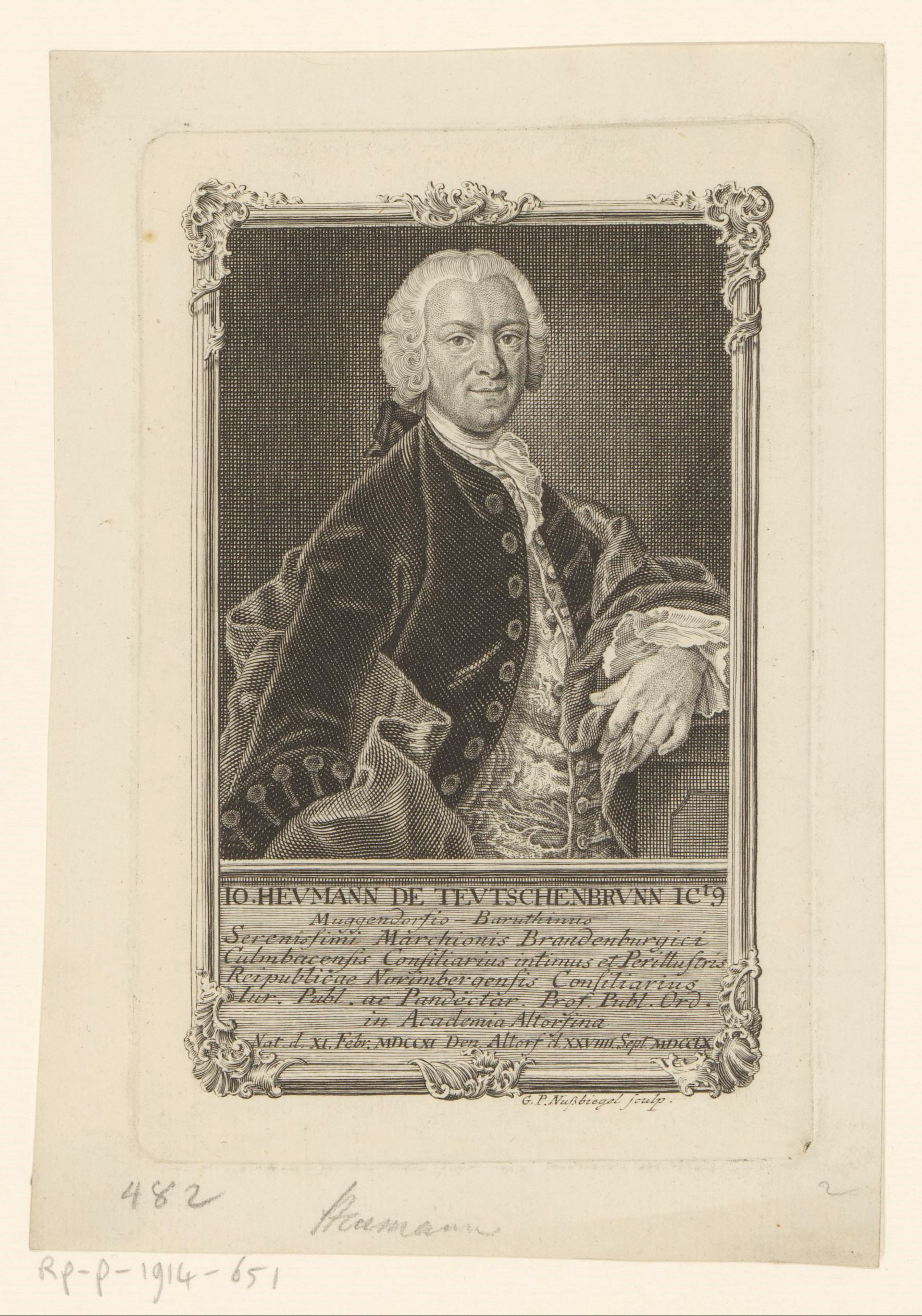
Johann Heumann von Teutschenbrunn

Johann Heumann, ab 1759 von Teutschenbrunn (* 11. Februar 1711 in Muggendorf in Oberfranken; † 29. September 1760 in Altdorf bei Nürnberg), war ein deutscher Rechtshistoriker und ein bedeutender Diplomatiker.
Heumann von Teutschenbrunn studierte zunächst Geschichte und Rechtswissenschaften an der Universität Altdorf, ehe er 1739 Amtmann in Weimar wurde und im Jahr darauf bereits außerordentlicher Professor. 1744 wurde er zum ordentlichen Professor an der Universität Altdorf ernannt.
Heumann veröffentlichte zahlreiche Schriften im Bereich der Urkundenlehre und der sog. deutschen Rechte. Seine Commentarii de re diplomatica imperatorum ac regum Germanorum (2 Bde., Nürnberg 1745–1753) und die Commentarii de re diplomatica imperatricum Augustarum ac reginarum Germaniae (Nürnberg 1749) haben ihren Wert wegen der in ihnen veröffentlichten Urkunden behalten.
In seinem Werk Initia iuris politiae Germanorum (Nürnberg 1757) entwarf Heumann ein erstes System des deutschen Polizeirechts. Die Initia war wichtig für die Etablierung des Polizeirechts als eigenständiges Lehrfach und Forschungsgebiet an deutschen Universitäten.
Heumann wurde von Kaiser Franz I. Stephan 1759 mit dem Prädikat von Teutschenbrunn in den Reichsadelsstand erhoben und starb am 29. September 1760 in Altdorf.